# Іванов Олександр Авраамович
Олекса́ндр Авраа́мович Івано́в (нар. 18 серпня 1952, Севастополь, Російська РФСР, СРСР — пом. 15 січня 2007, Севастополь, Україна) — український військовик, поет, композитор, вокаліст ансамблю пісні і танцю ВМС України, член Конгресу українських націоналістів. Заслужений артист України. Начальник військової телерадіокомпанії «Бриз» Мирослав Мамчак вважав що Олександр Іванов був єдиний співак досить високого рівня, котрий популяризував флотську українську пісню не лише у Севастополі, а й в інших регіонах держави.

## Життєпис
Народився 18 серпня 1952 року в Севастополі. Мати — кримчанка, а батько родом з Житомира.
Творча кар'єра Олександра як співака почалася 1970 року в ансамблі пісні і танцю Чорноморського флоту, де він проходив строкову службу. Після закінчення строкової служби Олександр вирішив здобути музичну освіту і вступив на дворічні підготовчі курси при Одеській консерваторії. Після їх закінчення він знову повернувся в ансамбль, де мав звання старшого матроса.
1980-го отримав звання заслуженого артиста УРСР.
1991 року, під час розпаду СРСР мешкав у Москві, співав у ансамблі МО СРСР, навчався в Одеській консерваторії по класу вокалу.
1992 року повернувся на Чорноморський флот, склав присягу на вірність народу України і, опанувавши українську мову, почав працювати у творчих колективах Військово-морських сил України.
Він став одним із засновників сучасної військово-морської української пісні. У щойно народжених українських військово-морських сил були повністю відсутні флотські пісні. Кошти на запис пісень треба було віднаходити самотужки, але невдовзі Олександр Іванов отримав підтримку від військового журналіста і капітана I рангу Мирослава Мамчака — начальника військової телерадіокомпанії «Бриз». Їхня співпраця продовжувалася до кінця життя Іванова і чимало своїх пісень Олександр написав на слова Мамчака.
З 1992 по 1994 рік був службовцем відділу культури соціально-психологічного управління командування ВМС України.
Тодішній командувач Військово-морських сил України віце-адмірал Борис Кожин вручив Олександру Іванову погони почесного капітана 1-го рангу ВМС України.
У 1996 році працював керівником Ансамблю пісні і танцю ВМС України. Згодом почав працювати на ТРК «Бриз».
Іванов відзначався великою працьовитістю, лише за квітень 2006 рік він створив 35 пісень військово-морської тематики. Він особисто написав і поклав на музику 150 українських пісень флотської тематики. Умови розвитку творчої праці були далеко від ідеальних. Він мусів поборювати шалений спротив місцевих чиновників від культури та різноманітних шовіністичних організацій. В інтерв'ю в 2006 року Іванов з'ясував умови і філософію своєї творчості так:
Конкурентів, виконавців українських пісень у Севастополі, у мене немає. Тут самі шовіністи проживають, уся проросійська, так звана, еліта. Для них кожна українська пісня — це удар «під дих». Кожна моя пісня — це відповідь їм, що Севастополь —– це Україна і це — назавжди.
2000 року вирішив перекласти українською пісню «Легендарный Севастополь», яка є гімном міста, запропонувавши зробити переклад співробітнику телерадіоцентру ВМС України Мирославу Мамчаку. В інтерв'ю у газеті «Севастопольсая газета» Іванов пояснив причину появи українськомовної версії гімну:
Я придумав фішку, як можна сильніше врізати нашим друзям-росіянам. Потрібна була ця фішка для яблука розбрату. І я подумав, що можна перевести на українську мову пісню «Легендарний Севастополь», і запропонував це Мирославу Мамчаку... так «Легендарний Севастополь» перетворився в «Величавий».
У приспіви слова «гордость русских моряков» перемінено на «столиця українських моряків». Крім того, в тексті стали фігурувати стародавні руси, козаки, Київ. Пісня «Величавий Севастополь» вперше прозвучала в 2001 у виконанні Олександра Іванова. Прем'єра української версії під назвою «Величавий Севастополь» відбулася 2001 року.
В останні роки життя спільно з ТРК «Бриз» Іванов випустив п'ять альбомів з військово-морськими українськими піснями (серед них касети «Море об'єднало нас» і «В похід йдемо», диск «Співає флот України»), записав ряд відеокліпів.
До останнього дня Іванов займався творчою роботою в ТРК «Бриз». Пішов з життя 15 січня 2007 року.
20 червня 2009 року на цвинтарі 5-го кілометру відбулося урочисте відкриття пам'ятника Іванову. У церемонії брали участь представники командування ВМС України, Спілки офіцерів України, ТРК «Бриз», громадськості Севастополя, духовенства, керівник Севастопольського театру танцю, народний артист України Вадим Єлізаров. За кошти названих організацій і був споруджений пам'ятник. На монументі викарбувано напис: «Золотий голос Севастополя, заслужений артист України — Олександр Іванов».

## Сім'я
- Дружина — Олена Іванова.[4]
- Донька — Наталя Іванова (1986 р.н.)

## Нагороди
- Нагрудний хрест «Орггрупа ВМС України»
- Знак «За заслуги перед Севастополем»
- Пам'ятний знак «За заслуги перед ВМС України»
- Пам'ятний знак «10 років ВМС України»
- Пам'ятний знак «20 років ВМС України»
- Володимирський хрест УПЦ КП
- Орден СОУ «Хрест за заслуги»
- Медаль СОУ «Двадцять років СОУ»